# Salford City
Salford City (offiziell: Salford City Football Club) – auch bekannt als The Ammies – ist ein englischer Fußballverein aus der im Nordwesten Englands gelegenen Stadt Salford, Greater Manchester. Der 1940 gegründete Verein spielte jahrzehntelang im unterklassigen Amateurfußball, ehe seit der 2014 erfolgten Übernahme durch mehrere frühere Profis von Manchester United vier Aufstiege gelangen und der Verein inzwischen in der viertklassigen EFL League Two spielt.

## Geschichte
Der Verein wurde 1940 unter dem Namen Salford Central gegründet und spielte bis 1963 in lokalen Amateurligen. 1963 wurde der Klub in die Manchester Football League aufgenommen und benannte sich in Salford Amateurs um; der bis heute bestehende Spitzname Ammies ist eine verniedlichende Form des Wortes Amateur. 1978 zog der Verein in seine bis heute bestehende Spielstätte Moor Lane um und trat nach deren Renovierung 1980 der Cheshire County League bei, zwei Jahre später verschmolz diese Liga mit der Lancashire Combination zur North West Counties Football League. 1980 fusionierte Salford Amateurs mit Anson Villa zum Salford FC, 1990 benannte sich der Klub in Salford City um.
1990 nahm man anlässlich des 50-jährigen Bestehens erstmals am FA Cup teil, scheiterte aber bereits in der Vorqualifikationsrunde an Warrington Town. 2008 gelang als Tabellenzweiter der Aufstieg in die Northern Premier League, in dessen Division One North man sich die folgenden Jahre hielt. Nach der Übernahme des Klubs im November 2014 durch den Geschäftsmann Peter Lim und die fünf früheren Manchester-United-Profis Phil Neville, Gary Neville, Nicky Butt, Paul Scholes und Ryan Giggs stellten sich bald weitere sportliche Erfolge ein.

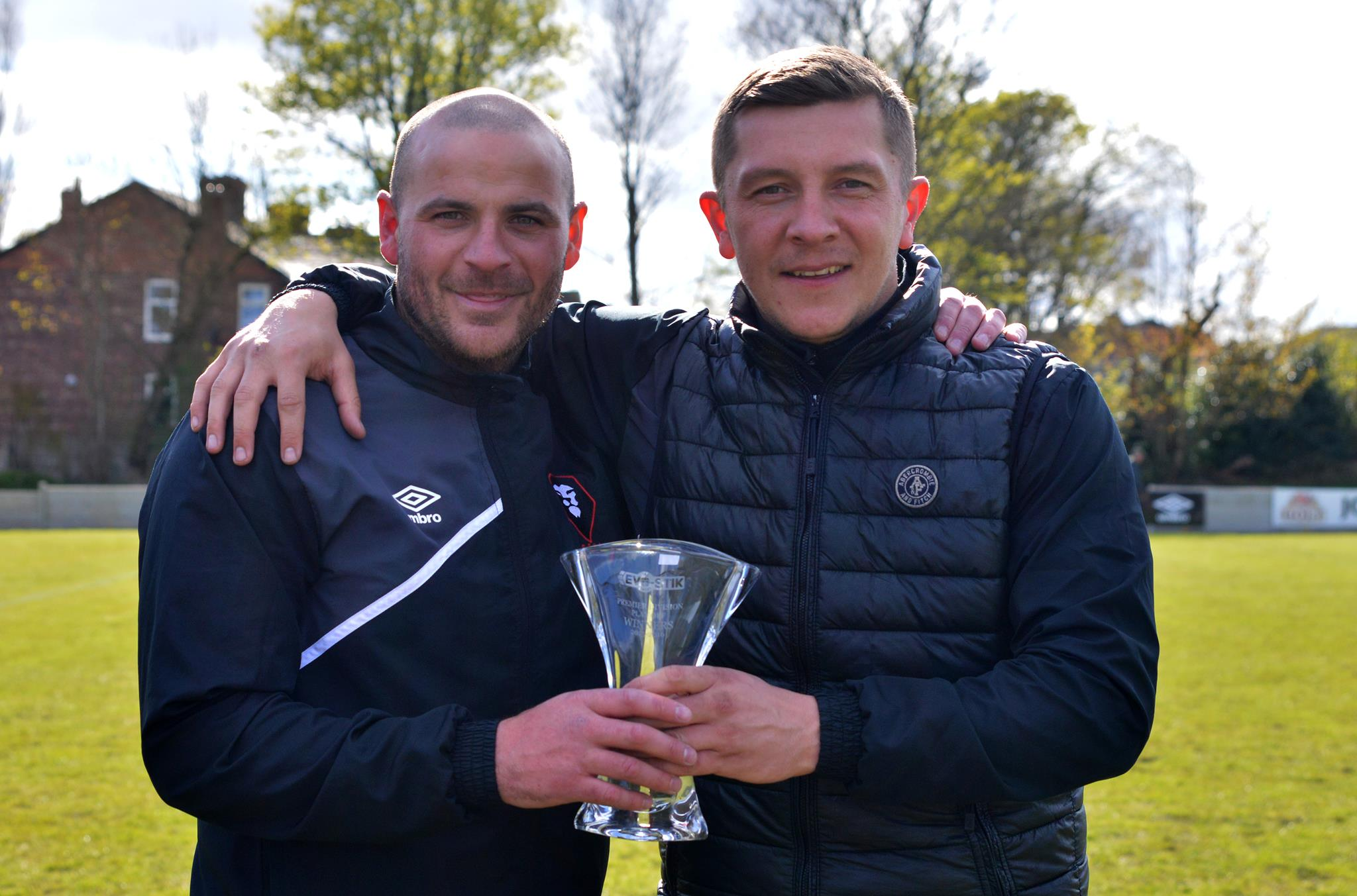
Trainer-Duo Morley (links) und Johnson mit der Play-off-Trophäe 2016

Unter dem im Januar 2015 verpflichteten Trainerduo Bernard Morley und Anthony Johnson gelang am Ende der Saison 2014/15 als Staffelmeister der Aufstieg in die Premier Division der Northern Premier League, in der folgenden Saison als Play-off-Sieger der Durchmarsch in die National League North, die zweithöchste Spielklasse im Non-League football. Im FA Cup 2015/16 qualifizierte man sich zudem erstmals für die erste Hauptrunde des Wettbewerbs, in der man den Viertligisten Notts County mit 2:0 schlug und in der zweiten Runde erst im Wiederholungsspiel nach Verlängerung an Hartlepool United, einem weiteren Viertligisten, scheiterte. Von 2016 bis 2017 wurde das Stadion komplett renoviert und auf eine Zuschauerkapazität von 5000 Besuchern ausgebaut, das durch einen Sponsorenvertrag in Peninsula Stadium umbenannte Stadion wurde im Oktober 2017 durch Alex Ferguson eröffnet.
Nachdem der Verein im Sommer 2017 auf Vollprofitum umgestellt hatte, gelang in der Spielzeit 2017/18 als Meister der National League North der Aufstieg in die National League. Dort machte man bereits vorab unter anderem mit der Verpflichtung des Torjägers Adam Rooney Schlagzeilen, der vom schottischen Erstligisten und Europapokalteilnehmer FC Aberdeen zu Salford wechselte. Zuvor war bereits im Mai 2018 Graham Alexander als neuer Trainer vorgestellt worden, nachdem sich der Verein im Anschluss an den Aufstieg vom bisherigen Trainerduo getrennt hatte.
Im Januar 2019 erwarb mit David Beckham ein weiteres Mitglied der Class of 92 Anteile am Klub. Die Mannschaft belegte am Ende der Saison 2018/19 den dritten Tabellenplatz. In den Aufstiegs-Play-offs setzte sich das Team zunächst im Elfmeterschießen gegen den FC Eastleigh durch, im Finale im Londoner Wembley-Stadion wurde der AFC Fylde mit 3:0 besiegt und dadurch der Durchmarsch in die EFL League Two geschafft. Den ersten Titel im Profilager gewann Salford am 13. März 2021, als man das aufgrund der COVID-19-Pandemie verspätet ausgetragene Finale um die EFL Trophy 2019/20 gegen den klassenhöheren FC Portsmouth nach Elfmeterschießen gewann.

## Erfolge
- Sieger der EFL Trophy: 2019/20
- Sieger der Play-offs der National League: 2018/19
- Meister der National League North: 2017/18
- Sieger der Play-offs der Northern Premier League Premier Division: 2015/16
- Meister der Northern Premier League Division One North: 2014/15
- Meister der Manchester League Premier Division: 1974/75, 1975/76, 1976/77, 1978/79
- Vizemeister (und Aufsteiger) der North West Counties Football League: 2007/08
- Sieger des Manchester Premier Cups: 1977/78, 1978/79
- Sieger des League Cups der North West Counties Football League: 2005/06
- Sieger des Lancashire Amateur Cups: 1972/73, 1974/75, 1976/77

## Ligazugehörigkeit
- 1940–1963: lokale Amateurligen
- 1963–1980: Manchester Football League
- 1980–1982: Cheshire County League
- 1982–2008: North West Counties Football League
- 2008–2016: Northern Premier League
- 2016–2018: National League North
- 2018–2019: National League
- seit 2019: EFL League Two